# Allagelena difficilis
Allagelena difficilis is een spinnensoort in de taxonomische indeling van de trechterspinnen (Agelenidae).
Het dier behoort tot het geslacht Allagelena. De wetenschappelijke naam van de soort werd voor het eerst geldig gepubliceerd in 1936 door Irving Fox.